# 赛罕乌力吉苏木
赛罕乌力吉苏木，是中华人民共和国内蒙古自治区锡林郭勒盟苏尼特右旗下辖的一个乡镇级行政单位。

## 行政区划
赛罕乌力吉苏木下辖以下地区：
瑙干塔拉嘎查、都日木嘎查、赛罕布仁嘎查、巴彦哈日阿图嘎查、敖伦淖尔嘎查和额很乌苏嘎查。